# Camareta
Se llama camareta a un camarote grande regularmente con varias literas, que hay en las fragatas y corbetas en la antecámara de los oficiales, destinado a alojamiento de los guardias marinas. Por extensión, se incluye muchas veces bajo este nombre la misma antecámara o al menos la parte de esta desde la crujía hasta el mamparo, próximo al que suele estar la mesa que les sirve para hacer los cálculos, comer, etc. En general, se llama camareta el sitio donde alojan los guardias marinas sea cual fuere. 
- en los navíos, es la parte de popa de la primera batería, en la cual está la caña del timón y además de las portas de guarda-timones, coge otras dos por banda. Es simplemente un trozo de batería con sus cuatro piezas de artillería correspondientes, por lo que en ella no hay literas y solo se ve el aparadora popa del palo mesana y en cada aleta un camarote, alojamiento destinado al capellán.
- en los bergantines, es propiamente una camareta con literas, situada a proa del sollado.
- en algunos buques mercantes destinados a pasajeros, es el camarote grande que llevan a proa de la cámara principal.